# Francisco Cerezo
Pour les articles homonymes, voir Cerezo.
Cerezo  Perales est un nom espagnol. Le premier nom de famille, en général paternel, est Cerezo ; le second, en général maternel, souvent omis, est Perales.
Francisco Javier Cerezo Perales, né le 6 janvier 1971 à Tomelloso, est un coureur cycliste espagnol. Il est professionnel de 1993 à 2002.

## Palmarès

### Palmarès amateur
- 1989
  - 3e du championnat d'Espagne sur route juniors
- 1990
  - 1re et 3e étapes du Tour de Ségovie
- 1992
  - 3e du Tour de Lleida

### Palmarès professionnel
- 1993
  - 1re étape du Tour de l'Alentejo
- 1994
  - Grand Prix Jornal de Noticias
- 1998
  - 2e du Mémorial Manuel Galera
  - 2e du Trophée Luis Ocaña
- 2000
  - 2e du championnat d'Espagne sur route

### Résultats sur les grands tours

#### Tour de France
2 participations
- 1999 : 47e
- 2001 : 118e

#### Tour d'Espagne
7 participations
- 1994 : 83e
- 1995 : 53e
- 1996 : 39e
- 1997 : 32e
- 1998 : abandon (13e étape)
- 2000 : 55e
- 2003 : 96e

#### Tour d'Italie
4 participations
- 1995 : 119e
- 1996 : 98e
- 1999 : 39e
- 2002 : 59e